# 국도 제77호선 (인도)
국도 제77호선(NH 77, National Highway 77)은 인도 타밀나두주를 관통하고 있는 일반 국도로, 크리시나기리와 틴디바남을 사이에 이어준다. 총 연장은 177 km이며, 해당 도로는 종점인 틴디바남에서는 NH 48과도 직접 만난다. 

## 주요 경유지
- 국도 제48호선 : 크리시나기리 (기점)
- 국도 제179A호선 : 우탕가라이
- 국도 제38호선 : 틴디바남
- 국도 제32호선 : 틴디바남 (종점)